# Japans herrlandslag i landhockey
Japans herrlandslag i landhockey representerar Japan i landhockey på herrsidan. Laget tog olympiskt silver 1932.

### Fotnoter
1. ↑  ”Men Field Hockey Olympic Games 1932 Los Angeles (USA) - 04-11.08 Winner India” (på engelska). Sport Statistics. 21 mars 1932. Arkiverad från originalet den 25 mars 2012. https://web.archive.org/web/20120325205405/http://todor66.com/hockey/field/Olympic/Men_1932.html. Läst 26 juli 2015.